# Grand Prix du Conseil municipal
Le Grand Prix du Conseil municipal est une course hippique française de trot attelé se déroulant début juillet sur l'hippodrome de Bellerive, à Vichy.
C'est une course internationale de Groupe II (Groupe III avant 2011) réservée aux chevaux de 4 à 11 ans, les chevaux ayant gagné 450 000 € et plus subissant un recul de 25 mètres.
Elle se court sur la distance de 2 950 mètres. L'allocation s'élève à 120 000 €, dont 54 000 € pour le vainqueur.
L'épreuve est créée en septembre 1925, à l'occasion de la création des réunions de trot sur l'hippodrome.

## Palmarès depuis 2011
| Année | Vainqueur          | Pays     | Père               | Driver              | Entraîneur               | Temps  |
| ----- | ------------------ | -------- | ------------------ | ------------------- | ------------------------ | ------ |
| 2025  | Harmony du Rabutin | France   | Royal Dream        | Serge Peltier       | Guillaume-Richard Huguet | 1'12"7 |
| 2024  | It's a Dollarmaker | France   | Saxo de Vandel     | Éric Raffin         | Sébastien Guarato        | 1'12"3 |
| 2023  | Eric The Eel       | Danemark | Muscle Hill        | Franck Nivard       | Tomas Malmqvist          | 1'12"8 |
| 2022  | Élie de Beaufour   | France   | Royal Dream        | Jean-Michel Bazire  | Jean-Michel Bazire       | 1'13"5 |
| 2021  | Rebella Matters    | Norvège  | Explosive Matter   | Christophe Martens  | Jean-Michel Bazire       | 1'12"5 |
| 2020  | Cleangame          | France   | Ouragan de Celland | Jean-Michel Bazire  | Jean-Michel Bazire       | 1'11"  |
| 2019  | Cleangame          | France   | Ouragan de Celland | Jean-Michel Bazire  | Jean-Michel Bazire       | 1'14"4 |
| 2018  | Aubrion du Gers    | France   | Memphis du Rib     | Jean-Michel Bazire  | Jean-Michel Bazire       | 1'10"9 |
| 2017  | Aubrion du Gers    | France   | Memphis du Rib     | Jean-Michel Bazire  | Jean-Michel Bazire       | 1'14"5 |
| 2016  | Sire de la Creuse  | France   | Ildo de Fleurac    | Jean-Francois Senet | Jean-Francois Senet      | 1'14"2 |
| 2015  | United Back        | France   | Ni Ho Ped d'Ombrée | Jean-Michel Bazire  | Jean-Michel Bazire       | 1'15"7 |
| 2014  | Uprince            | France   | Prince d'Espace    | Damien Bonne        | Thierry Raffegeau        | 1'15"2 |
| 2013  | Amour d'Occagnes   | France   | Diamant Gédé       | Christophe Martens  | Vincent Martens          | 1'15"  |
| 2012  | Radjah de l'Abbaye | France   | Baccarat du Pont   | Jean-Michel Bazire  | Jean-Michel Bazire       | 1'14"4 |
| 2011  | Ricimer            | France   | Hermès du Buisson  | Hervé Sionneau      | Hervé Sionneau           | 1'14"5 |